# Hey Heussler
Hey Heussler (* 22. April 1932 in Zürich) ist eine Schweizer Malerin, Zeichnerin und Grafikerin.

## Leben und Werk
Hey Heussler war von 1949 bis 1951 Schülerin von Albert Pfister. 1951 studierte sie an der Kunstgewerbeschule Zürich in der Textilabteilung bei Johannes Itten. Von 1952 bis 1956 war sie Schülerin bei ihrem späteren Ehemann, Ernst Georg Heussler. Hey Heussler ist seit 1972 Mitglied der Zürcher Sektion der Schweizerische Gesellschaft Bildender Künstlerinnen und seit 1984 Mitglied der Sektion Zürich der GSMBA. 1989 erhielt sie ein Arbeitsstipendium der Stadt Zürich in Paris. Ihre Werke stellte sie in zahlreichen Gruppenausstellungen aus.